# 吳愈 (萬曆進士)
吳愈，字元冲，號中麓，河南汝寧府汝阳县人。明朝政治人物、進士出身。

## 生平
万历二十六年（1598年）戊戌科進士，刑部觀政，初授山西長子縣知县，丁憂歸。三十三年補安邑县，有政声，士民祠祀之。三十五年升户部主事，寻迁郎中，奉通州、大同两差，以清正自持，不取羡奇，主爵者嘉之，四十四年迁陕西关南道參政，四十七年九月升山东按察使，天啓元年升山东右布政。时邪教倡乱，调兵援剿，抚军甚不知兵，苛责将领，一军俱譁。吴愈从容抚慰之，遂得安。当事忌其才，寻为所中，致仕。号天慵叟，崇禎間诏遣官存问，卒年八十有三，祀乡贤。